# Ferdinand Bolstraat 8
Het pand Ferdinand Bolstraat 8 is een gebouw aan de Ferdinand Bolstraat in De Pijp te Amsterdam-Zuid. Het is het enige gemeentemonument in die straat (nr. 8E buiten beschouwing gelaten).
Het is gebouwd naar een ontwerp van de Dienst der Publieke Werken in Amsterdam. Het huisvestte vanaf de oplevering de brandweerkazerne "F" en een politiebureau. Het was een kleine kazerne want een binnenplaats voor paarden of auto’s was er niet. Aan de hand van de bestektekening bleek dat er echter wel ruimte ingebouwd was voor een remise aan de voorzijde van het gebouw, daarboven was de rustgelegenheid van de brandweerlieden gelegen. Het politiebureau was gevestigd achter de remise.
Het gebouw in neogotische stijl is ingeklemd tussen een andere gemeentelijk monument, Eerste Jacob van Campenstraat 59 (dat ooit begon als huisvesting van een jongensschool) en een aantal verzakte tegen elkaar leunende panden (een situatie die al zo was voordat met de bouw van de Noord-Zuidlijn was begonnen). Ferdinand Bolstraat 8 heeft jarenlang uitgekeken op een blinde muur van de brouwerij van Heineken. Dat gedeelte werd gesloopt en vervangen door nieuwbouw, de muur is echter ook daar grotendeels “blind”.
Brandweer (binnen 10 jaar) en politie (1913) zochten hun heil al snel elders, de voorgevel werd aangepast. De brandweer vertrok naar Albert Cuypstraat 88 en later naar Honthorststraat 25-27. De politie naar de Stadhouderskade. Sinds de jaren zestig van de 20e eeuw is er in Ferdinand Bolstraat 8 een winkel in bladmuziek en muziekboeken gevestigd. Voor de deuren stopt tram 24. (tot 2003 ook de in 2013 opgeheven tram 25 en tot 2018 de opgeheven tram 16)
)